# Ancy
Ancy és un municipi francès situat al departament del Roine i a la regió d'Alvèrnia-Roine-Alps. L'any 2007 tenia 546 habitants.

## Demografia

### Població
El 2007 la població de fet d'Ancy era de 546 persones. Hi havia 197 famílies de les quals 36 eren unipersonals (28 homes vivint sols i 8 dones vivint soles), 55 parelles sense fills, 98 parelles amb fills i 8 famílies monoparentals amb fills.
La població ha evolucionat segons el següent gràfic:
Habitants censats

### Habitatges
El 2007 hi havia 242 habitatges, 204 eren l'habitatge principal de la família, 22 eren segones residències i 16 estaven desocupats. 239 eren cases i 2 eren apartaments. Dels 204 habitatges principals, 176 estaven ocupats pels seus propietaris, 26 estaven llogats i ocupats pels llogaters i 2 estaven cedits a títol gratuït; 4 tenien dues cambres, 22 en tenien tres, 55 en tenien quatre i 123 en tenien cinc o més. 168 habitatges disposaven pel capbaix d'una plaça de pàrquing. A 69 habitatges hi havia un automòbil i a 126 n'hi havia dos o més.

### Piràmide de població
La piràmide de població per edats i sexe el 2009 era:
| Homes | Edats   | Dones |
| ----- | ------- | ----- |
| 0     | 95 o +  | 0     |
| 0     | 90 a 94 | 0     |
| 0     | 85 a 89 | 4     |
| 0     | 80 a 84 | 0     |
| 4     | 75 a 79 | 4     |
| 12    | 70 a 74 | 16    |
| 32    | 65 a 69 | 16    |
| 4     | 60 a 64 | 16    |
| 32    | 55 a 59 | 8     |
| 16    | 50 a 54 | 24    |
| 12    | 45 a 49 | 8     |
| 24    | 40 a 44 | 32    |
| 20    | 35 a 39 | 12    |
| 4     | 30 a 34 | 12    |
| 16    | 25 a 29 | 4     |
| 0     | 20 a 24 | 16    |
| 20    | 15 a 19 | 20    |
| 20    | 10 a 14 | 24    |
| 20    | 5 a 9   | 16    |
| 0     | 0 a 4   | 8     |

## Economia
El 2007 la població en edat de treballar era de 335 persones, 253 eren actives i 82 eren inactives. De les 253 persones actives 242 estaven ocupades (135 homes i 107 dones) i 11 estaven aturades (5 homes i 6 dones). De les 82 persones inactives 46 estaven jubilades, 21 estaven estudiant i 15 estaven classificades com a «altres inactius».

### Ingressos
El 2009 a Ancy hi havia 214 unitats fiscals que integraven 600,5 persones, la mediana anual d'ingressos fiscals per persona era de 18.363 €.

### Activitats econòmiques
Dels 16 establiments que hi havia el 2007, 1 era d'una empresa de fabricació de material elèctric, 1 d'una empresa de fabricació d'altres productes industrials, 5 d'empreses de construcció, 1 d'una empresa de comerç i reparació d'automòbils, 1 d'una empresa immobiliària, 5 d'empreses de serveis, 1 d'una entitat de l'administració pública i 1 d'una empresa classificada com a «altres activitats de serveis».
Dels 7 establiments de servei als particulars que hi havia el 2009, 2 eren paletes, 3 guixaires pintors, 1 perruqueria i 1 agència immobiliària.
L'únic establiment comercial que hi havia el 2009 era una botiga de menys de 120 m².
L'any 2000 a Ancy hi havia 41 explotacions agrícoles que ocupaven un total de 726 hectàrees.

## Equipaments sanitaris i escolars
El 2009 hi havia una escola elemental.

## Poblacions més properes
El següent diagrama mostra les poblacions més properes.